# جرجانية
جرجانية أو أورقنج ((بالأوزبكية: Urganch/Урганч)‏‎; (بالفارسية: گرگانج / Gorganch))، هي مدينة في غرب أوزبكستان. بلغ عدد سكانها في 24 أبريل 2014 ما يقرب من 150110، بزيادة من 139100 في عام 1999. وهي عاصمة محافظة خوارزم، على نهر جيحون وقناة شافات. وتقع المدينة على بعد 450 كيلومترا غرب بخارى عبر صحراء قيزيل قوم. وهي تقع على خط عرض 41°32'60"N والطول 60°37'60"E، على ارتفاع 91 مترا.

## نبذة
أو كما تسمى باللغة لخوارزمية أورقنج مدينة تقع في ولاية خوارزم تمتاز بجوها البارد شتاء وحار صيفا تمتاز بأسواقها القديمة والجميلة وفيها عدة مناطق ك بهلوان محمود وشباييف لدى شعبها عادات وتقاليد كالعرب عند اكرامهم الضيوف وهي المدينة التي فيه الدوائر الحكومية ووالي خوارزم وترى الأشجار تملء الشوارع ويمر فيها نهر امو دريا وقناة شوات التي يستفيد منها الشعب للري في الزراعة ومدينة أورقنج فيها نسبة مياه جوفية كثيرة بسبب الثلوج وذوبانها في فصل الربيع حيث لا يحتاج التنقيب عن الماء للشرب سوى متر إلى متر ونصف لهذا يدفن الشعب الأورقنج موتاهم فوق سطح الأرض ولا ننسأ ان الإسلام كان له الباع الطويل في تطور هذه المدينة كحال الولايات الأخرى دخلت الخوارزم في الإسلام عن طريق قتيبة بن مسلم ويوجد بها مساجد وتماثيل لأعظم علماء المسلمين كالخوارزمي
ويوجد فيها أماكن لتعليم القران وفيها مطار داخلي وتبعد عن العاصمة طشقند 1200 كيلو متر ويتكلم شعبها كباقي شعب الخوارزم اللغة التركية وهي شبيهة كثيرا كالأوزبكية ويعمل شعبها في زراعة القطن والشعير والخضروات والفواكه والبعض الآخر يعمل في الأسواق وفيها مدارس وجامعات وفنادق.
يضن شعب أورقنج بانهم أصول الشعب التركي الذي استوطن هذي البلاد وفيها بعض الناس الذين هم من أصول عربية هاجروا ومكثوا وتزوجوا ولا يتكلمون العربية بشكل جيد جدا وأورقنج مدينة قريبة من حدود تركمانستان ونستطيع ان نقول ان الخوارزم هي صورة من الثقافة الإسلامية لولا بعض التغيرات التي صادفت البلاد منذ الاحتلال الروس والجرجانية هي المدينة التي عاش فيها البيروني وتوفي فيها الزمخشري